# Pierluigi Serra
Pierluigi Serra (Cagliari, 25 giugno 1960) è uno scrittore, giornalista, calligrafo e fotografo italiano.

## Attività di scrittore

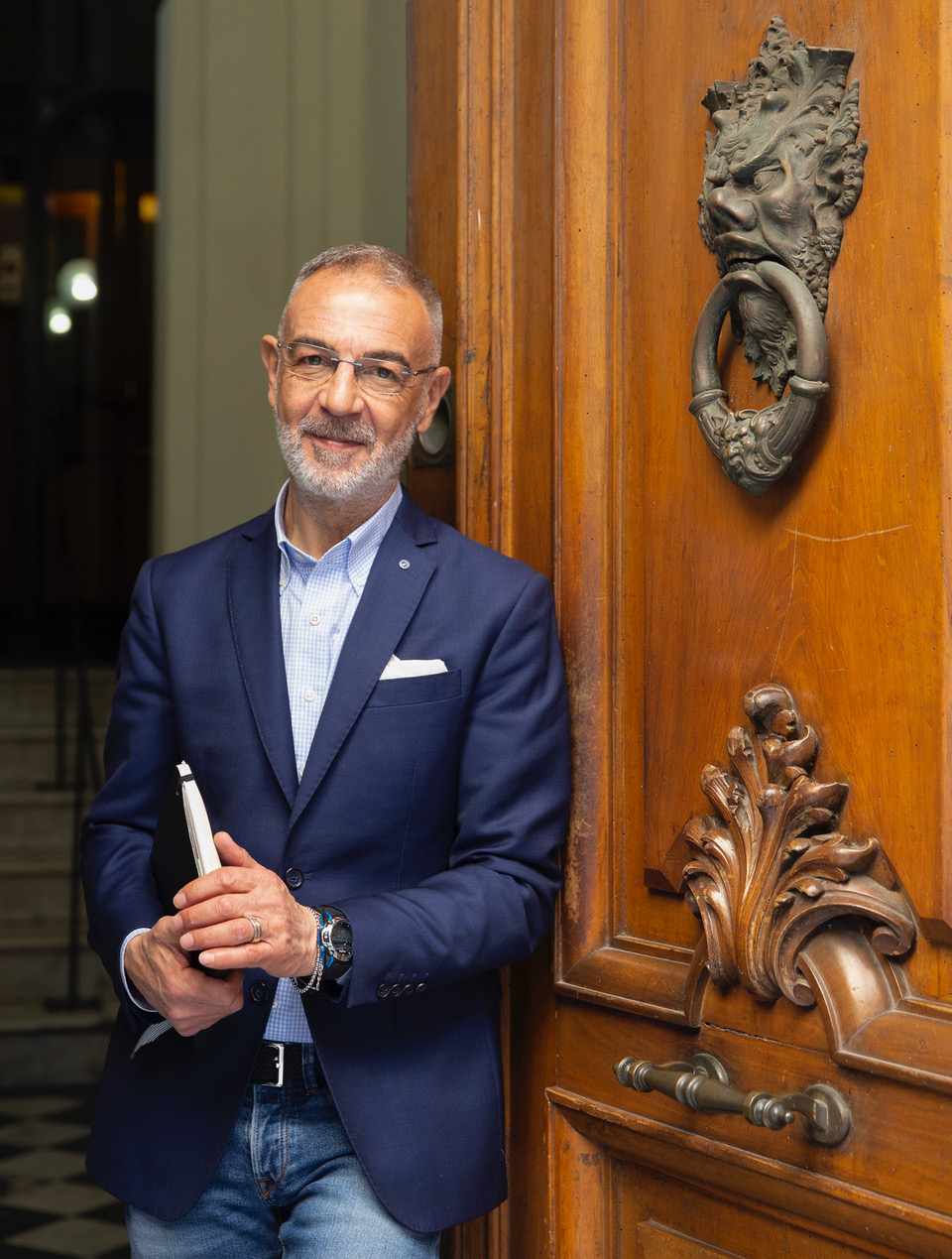
Lo scrittore, giornalista, calligrafo e fotografo Pierluigi Serra

Esordisce come scrittore nel 2011 con Fantasmi a Cagliari. Anime noi possiamo andare e tornare, dopo aver curato per conto della società La Memoria Storica, l’editing di volumi di carattere storico e archeologico.
Nel 2014 pubblica una nuova edizione del primo lavoro Fantasmi a Cagliari. Il ritorno delle anime. editore Libro Aperto International Publishing di Dublino.
Il successo di questa edizione è lo spunto per la pubblicazione nel 2015 di Cagliari Esoterica. Tra massoni, maghi e iniziati.
I lavori, frutto di una intensa attività di ricerca archivistica e documentaria, riscuotono gli apprezzamenti dei lettori portando alla ristampa i numerosi titoli in catalogo.
Per La Zattera pubblica Fantasmi a Cagliari. Profumo di Zolfo., una raccolta di storie e di eventi che si muovono nel mistero e nel 2017 ecco il romanzo storico Athanor. Il quadrilatero del mistero. Protagonista il capitano Johannes Hendricus Looman, scomparso tragicamente a Cagliari nella metà del 1800.
Stregoneria e magia, inquisizione e tribunali ecclesiastici rappresentano il filo che unisce i racconti presenti in Cagliari magica, l’eco delle streghe. (2018).
Ancora nel 2018 pubblica con la Newton Compton "Sardegna misteriosa ed esoterica. Il libro giunto alla quarta ristampa tratta numerosi personaggi storici, noti o poco conosciuti al grande pubblico, fanno da traghettatori tra le storie documentate che hanno come scenario non solo la Sardegna. Francia, Piemonte, l’intero bacino del Mediterraneo vengono riproposti in una chiave di lettura differente, accattivante e coinvolgente, in un susseguirsi di storie sulle quali aleggia la magia, lo spiritismo, l’occulto.
Nel 2019 pubblica sempre con Newton Compton "Storia e storie di magia in Sardegna e nel 2020 I racconti segreti della Sardegna. I tre lavori editi dalla Newton Compton sono inseriti all’interno della collana "Quest’Italia".
Nel 2021 per la Newton Compton pubblica nella collana "Quest'Italia" il romanzo storico "Fantasmi d'Italia", itinerario suggestivo sulle tracce di fenomeni misteriosi e inspiegabili d'Italia
Nel 2022 Newton Compton porta alle stampe "Sardegna segreta e misteriosa".
Con A&B Editore pubblica il thriller storico, di grande attualità, "L'icona di ghiaccio", un romanzo basato su avvenimenti reali che si sono consumati tra la Russia e l'Italia. 
Sempre per la Newton Compton esce nel novembre del 2022, nella collana "Quest' Italia", Gli antichi popoli della Sardegna. Un viaggio suggestivo nell'Isola antica del Mediterraneo. 
Con la casa editrice "Lo Scarabeo" pubblica i testi de "I Tarocchi di Circe" e "I Tarocchi invisibili", tradotti in lingua inglese nell'agosto del 2023. 
Sempre per la casa editrice "Lo Scarabeo" cura la traduzione dall'inglese del libro "Llewellyn's Little Book of Spirit Animals" di Melissa Alvarez, pubblicato con il titolo "Il Piccolo libro degli Spiriti Animali", settembre 2023. 
Nel maggio 2024, in occasione della XXXVI edizione del Salone Internazionale del Libro di Torino esce, per la Newton Compton Maghe-e-streghe-di-Sardegna
Nel mese di ottobre 2024 esce, per la Newton Compton, Maghe e Streghe d'Italia. 

## Attività di giornalista
Ha iniziato la sua carriera giornalistica come collaboratore del quotidiano La Nuova Sardegna, nella redazione cagliaritana, occupandosi di tematiche storiche e culturali.
Ha ricoperto per il triennio 2001-04 il ruolo di responsabile dell’Ufficio Stampa all’interno dell’Ufficio di Gabinetto dell’Assessorato Regionale del Turismo, Artigianato e Commercio della Regione Autonoma della Sardegna.
Ha diretto l’Ufficio stampa dell’Ente Fiera Internazionale della Sardegna.
Ha collaborato, come giornalista, con testate televisive regionali e nazionali. Attualmente collabora con il quotidiano L’Unione Sarda nella pagina culturale. Ha svolto una intensa attività nell’ambito della gestione di uffici stampa e, in qualità di docente, ha insegnato comunicazione.

## Attività di calligrafo e fotografo

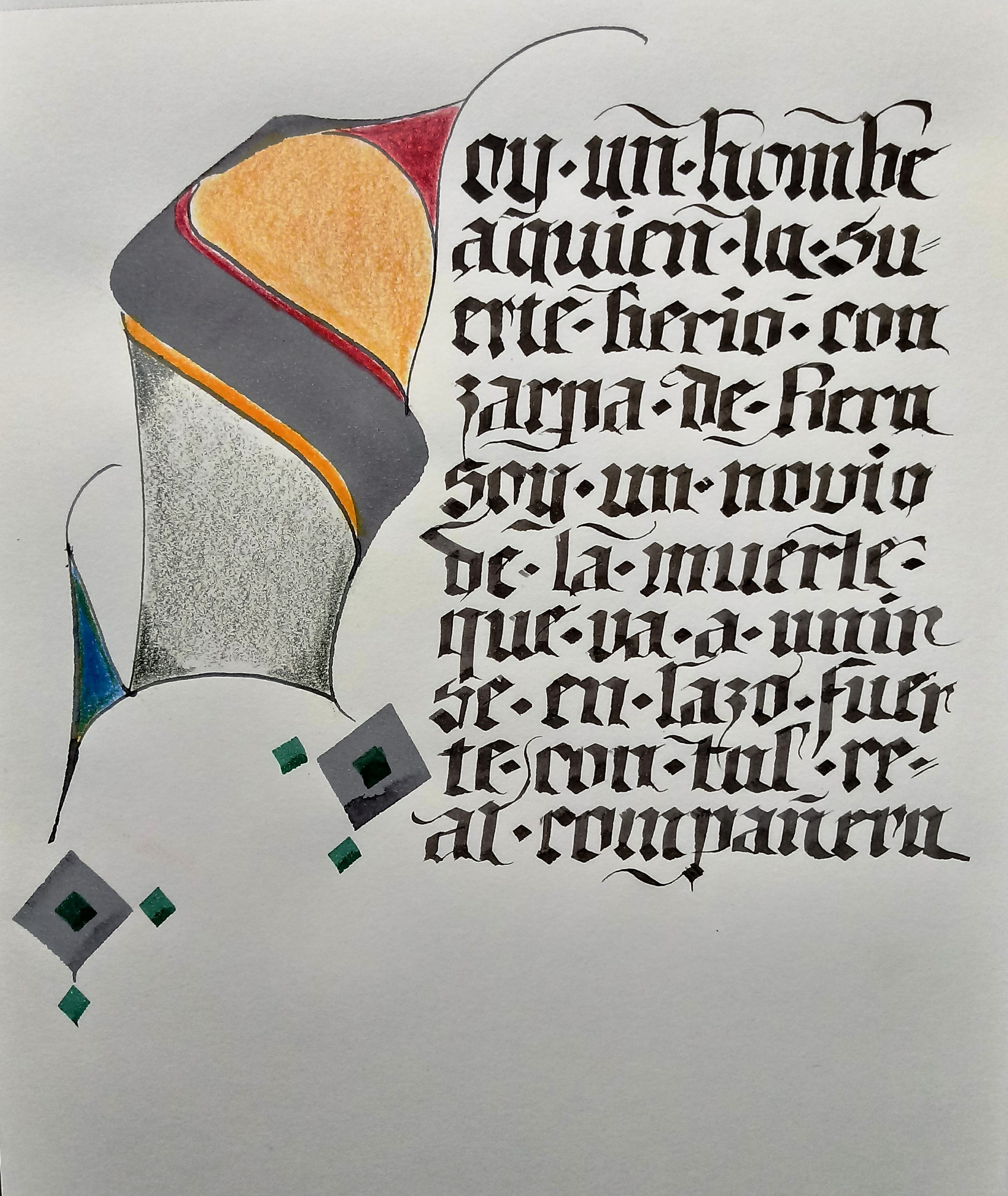
Opera interamente realizzata da Pierluigi Serra

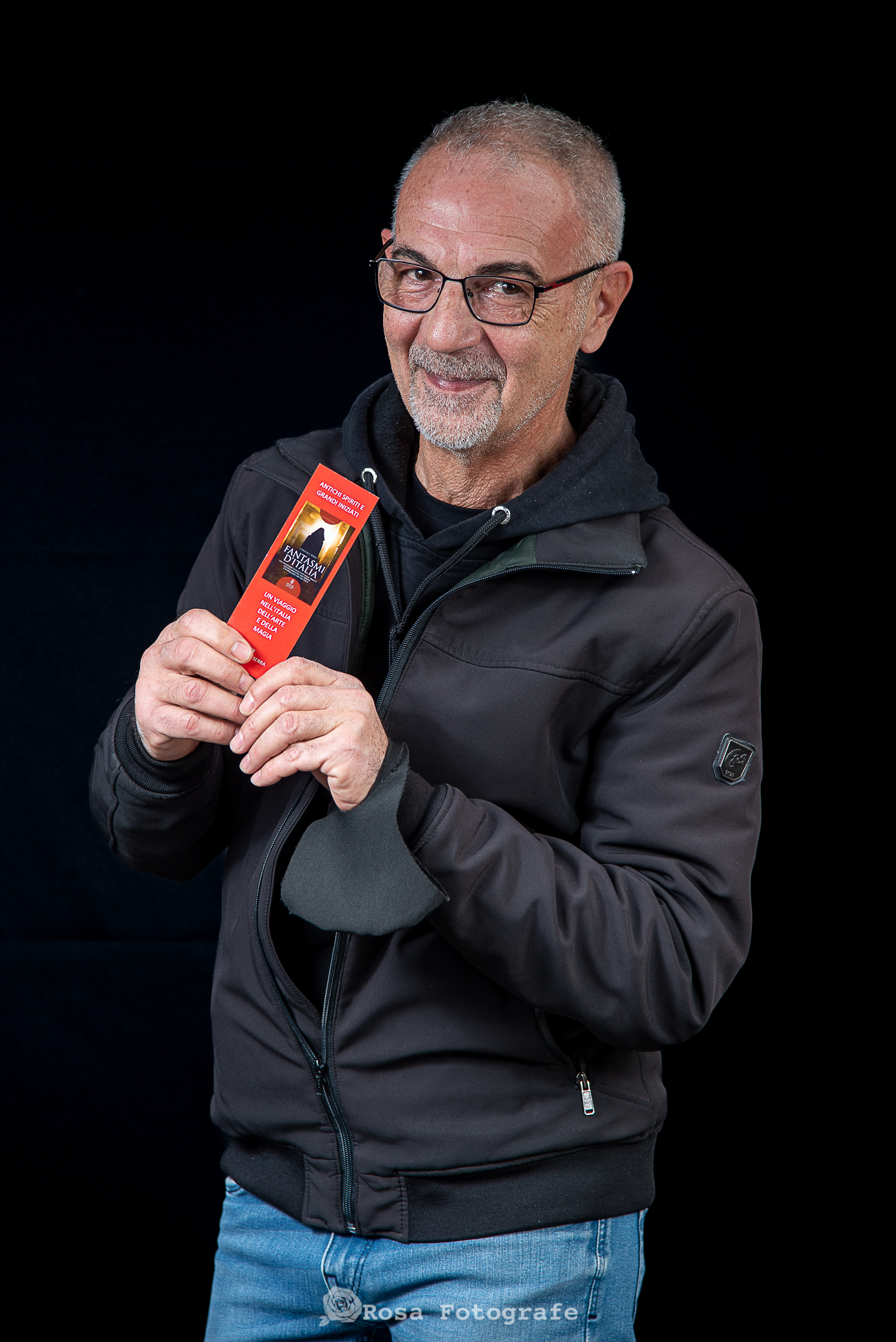
Foto di Roberta Donda per Rose Fotografe

Dal 1985 si dedica con passione allo studio e alla pratica della calligrafia.
È stato socio della Society of Scribes and Illuminators di Londra e dell’Associazione Calligrafica Italiana.
Ha insegnato calligrafia nel dipartimento di grafica dell’Istituto Europeo di Design di Cagliari. In ambito calligrafico, oltre all’attività di docenza che lo ha visto promotore di numerosi corsi dedicati allo studio e alla pratica delle belle lettere, ha collaborato con il prestigioso Museo delle Culture di Lugano nell’allestimento di mostre internazionali. 

## Opere
- Pensierini Telematici. Il vizio infantile di essere sinceri. Pubblicato da SIP & Associazione 'ARTI E MESTIERI' Scuola Sarda Editrice 1992.
- Fantasmi a Cagliari. Anime, noi possiamo andare e tornare... La Riflessione. Cagliari 2011 ISBN 88-6211-661-6
- Fantasmi a Cagliari. Il ritorno delle anime. Libro Aperto International Publishing.Dublin ISBN 1-910442-11-9
- Cagliari Esoterica. Tra massoni, maghi e iniziati. Edizioni La Zattera 2015 ISBN 8894088049
- Fantasmi a Cagliari. Profumo di zolfo. Edizioni La Zattera 2016 ISBN 88-940880-8-1
- Athanor. Il quadrilatero del mistero. Edizioni La Zattera 2017 ISBN 88-900023-6-0
- Cagliari magica, l’eco delle streghe. Edizioni La Zattera 2018 ISBN 88-85586-34-1
- Sardegna misteriosa ed esoterica. Newton Compton Editori 2018 ISBN 9788822724755
- Storia e storie di magia in Sardegna. Newton Compton Editori 2019 ISBN 9788822736246
- I racconti segreti della Sardegna. 2020 Newton Compton Editori 2020 ISBN 9788822748379
- Fantasmi d'Italia 2021 Newton Compton Editori 2021 ISBN 9788822758651
- Sardegna segreta e misteriosa 2022 Newton Compton Editori ISBN 9788822761248
- L'Icona di ghiaccio 2022 A&B Editrice ISBN 9788877285119
- Gli antichi popoli della Sardegna 2022 Newton Compton Editori ISBN 9788822760036
- Il Clan delle Civette, una fiaba calligrafica,  ISBN 979-8870703848
- Maghe e Streghe di Sardegna. Newton Compton Editori, 2024, ISBN 9788822783202
- Maghe e Streghe d'Italia. Newton Compton Editori, 2024, ISBN 9788822787804

## Premi e riconoscimenti
Vincitore del I° Premio Centro Storico, nell'ambito della sezione giornalistica, assegnato dall'Associazione Comitato Stampace, per gli articoli pubblicati su 'LA NUOVA SARDEGNA' con il tema del recupero del centro storico.
Vincitore della XXII edizione del Premio Navicella Sardegna 2023, organizzato dall'Associazione Sardegna Oltre il Mare con la premiazione al Teatro Mario Ceroli di Portorotondo, il 2 settembre 2023.

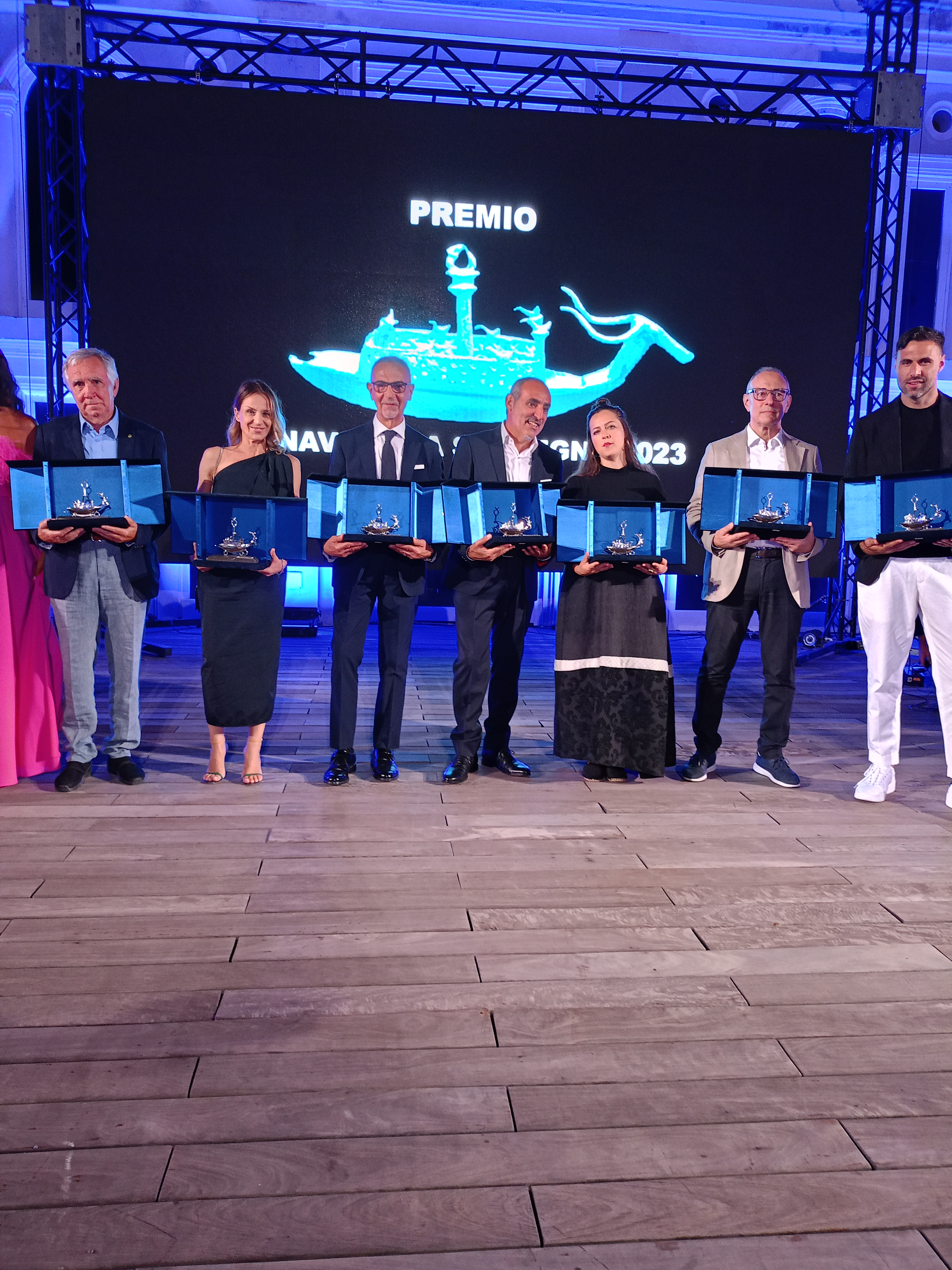
La premiazione a Portorotondo il 2 settembre 2023